# Mermessus denticulatus
Mermessus denticulatus är en spindelart som först beskrevs av Banks 1898.  Mermessus denticulatus ingår i släktet Mermessus och familjen täckvävarspindlar. Inga underarter finns listade i Catalogue of Life.